# Traian Trufașiu
Traian Trufașiu (n. 17 martie 1882, Girocuța, județul Satu Mare – d. 17 noiembrie 1931, Zalău) a fost un deputat în Marea Adunare Națională de la Alba Iulia, organismul legislativ reprezentativ al „tuturor românilor din Transilvania, Banat și Țara Ungurească”, cel care a adoptat hotărârea privind Unirea Transilvaniei cu România, la 1 decembrie 1918.

## Biografie
Studiile și le-a făcut la Gimnaziul de la Șimleul Silvaniei și Blaj și la Seminarul greco-catolic din Gherla. A fost preot-profesor de limba română și maghiară la Preparandia din Gherla (1906-1908), apoi preot în parohia Drighiu, județul Sălaj, având în grija sa și parohiile Aleuș și Nușfalău (1909-1914). O bună perioadă de timp a fost preot la nou-înființata biserică greco-catolică din Zalău. A participat la adunarea generală a ,,Astrei" din Șimleul Silvaniei (1908) și la cea jubiliară de la Blaj din 1911. În ultima parte a anului 1918 a fost secretar al C. N. R. județean Sălaj. La Alba lulia, a fost ales membru al Marelui Sfat Național. În 1919-1920 a fost secretar la Prefectura județului Sălaj, ocupându-se în același timp și cu redactarea Gazetei oficiale județene. După Marea Unire din 1918, a fost senator în Parlamentul României Mari, iar din 1921 a fost membru și în comisia județului Sălaj pentru aplicarea reformei agrare.